# Emrah Serbes
Emrah Serbes (* 28. Januar 1981 in Yalova) ist ein türkischer Schriftsteller.

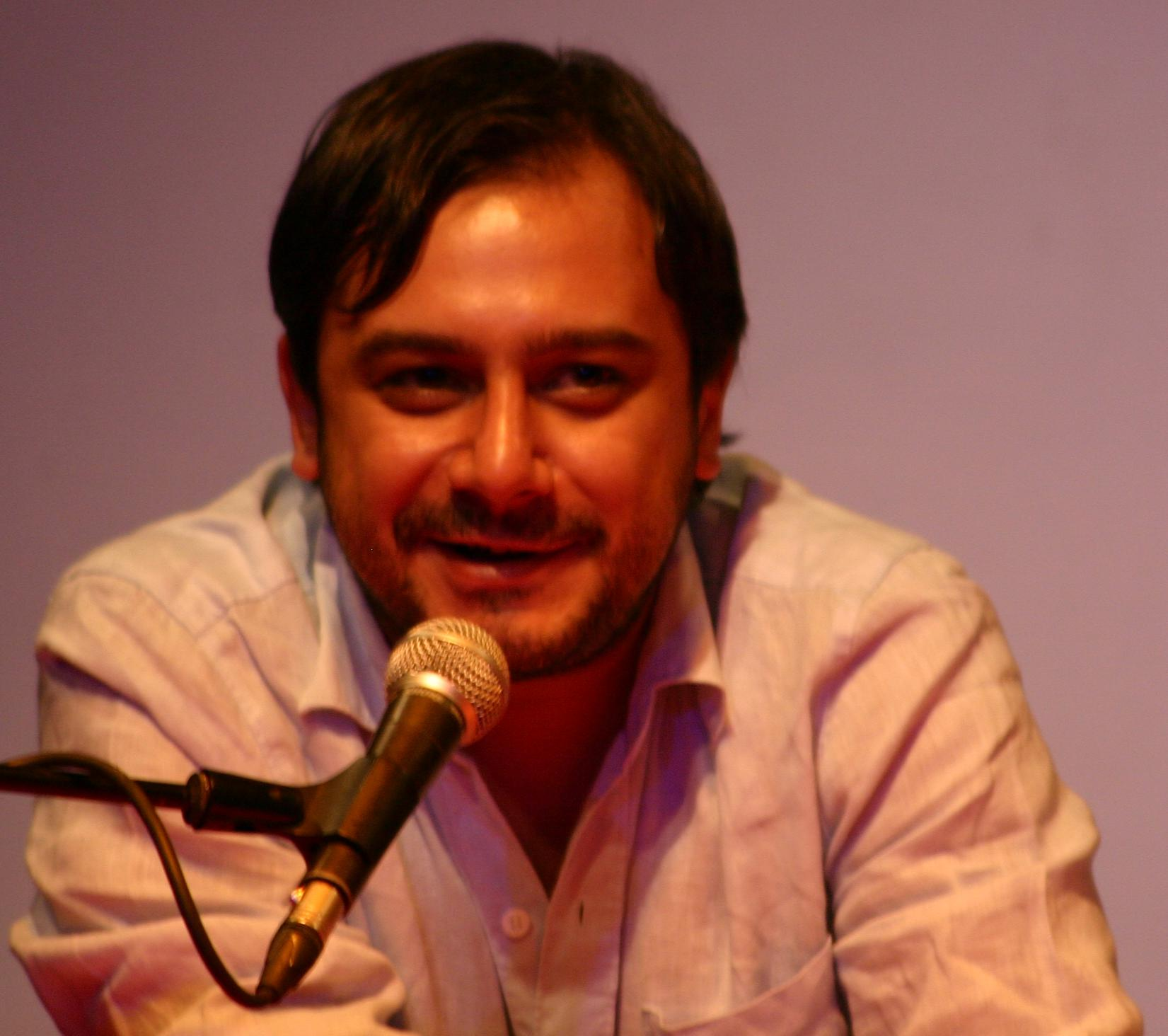
Emrah Serbes (2012)

## Leben
Emrah Serbes studierte Theaterwissenschaften in Ankara. Er schrieb Kritiken für das türkische Feuilleton. Sein erster Roman erschien 2006, der zweite – ebenfalls um den Hauptkommissar Behzat Ç. – folgte 2008. Auf dieser Basis wurde 2010 in der Türkei eine gleichnamige Fernsehserie produziert. Für das Drehbuch erhielten er und Ercan Mehmet Erdem 2010 den türkischen Fernsehpreis für das beste Drehbuch. Der Roman Son hafriyat wurde unter dem Titel Seni Kalbime Gömdüm für das Kino verfilmt und hatte im Oktober 2011 seine Premiere beim 48. Golden Orange Filmfestival in Antalya.
Serbes zog 2011 nach Istanbul. Er ist Mitglied von Beşiktaş Çarşı, einer Fangruppierung des Fußballvereins Beşiktaş Istanbul. Serbes war bei den Protesten in der Türkei 2013 ein Sprecher der Demonstranten. Seine Erfahrungen aus dem niedergeschlagenen Aufstand verarbeitete er in dem Roman Deliduman, den der binooki-Verlag 2015 in deutscher Übersetzung veröffentlichte.
2013 wurde er von dem Vorwurf der Majestäts- und Beamtenbeleidigung wegen eines Witzes über Ministerpräsident Erdogan freigesprochen. Er sieht sich seither allerdings ausgegrenzt, ihm werden keine Schreibaufträge mehr erteilt.
Am 22. September 2017 war Serbes in einen Verkehrsunfall in Izmir verwickelt, in dessen Folge eine dreiköpfige türkische Familie getötet wurde. Nachdem ein ebenfalls im Wagen befindlicher Freund von ihm zuerst die Schuld auf sich genommen hatte, veröffentlichte Serbes sechs Tage nach dem Unfall ein schriftliches Geständnis in den sozialen Medien, das ihn als Fahrer des Unfallwagens auswies. Serbes, der bei dem Auffahrunfall auch unter Alkoholeinfluss gestanden haben soll, wurde 2018 zu einer Gefängnisstrafe von 13 Jahren und vier Monaten verurteilt. Sein Freund erhielt eine einjährige Haftstrafe. Während der COVID-19-Pandemie wurde Serbes 2020 wie andere Inhaftierte als Schutzmaßnahme aus der Haft in Silivri entlassen.

## Werke (in deutscher Übersetzung)
- Behzat C. – jede Berührung hinterlässt eine Spur. Roman. Edition Galata, Berlin 2009; Binooki, Berlin 2011, ISBN 978-3-943562-03-3
- Behzat Ç. – verschütt gegangen. Roman. Binooki, Berlin 2012, ISBN 978-3-943562-04-0
- Junge Verlierer. Erzählungen. Binooki, Berlin 2014, ISBN 978-3-943562-32-3
- Fragmente. Binooki, Berlin 2015, ISBN 978-3-943562-47-7[7]
- Deliduman. Roman. Binooki, Berlin 2015, ISBN 978-3-943562-64-4